# بخش راسل (شهرستان گیگا، اوهایو)
بخش راسل (به انگلیسی: Russell Township) یک منطقهٔ مسکونی در ایالات متحده آمریکا است که در شهرستان جی‌آگو، اوهایو واقع شده است. بخش راسل ۵۰٫۲ کیلومتر مربع مساحت و ۵٬۱۸۸ نفر جمعیت دارد و ۳۳۱ متر بالاتر از سطح دریا واقع شده است.